# Damas inglesas
Damas inglesas, también llamadas damas rectas o simplemente damas, es una forma del juego de mesa de estrategia damas. Se juega sobre un tablero de ajedrez de 8×8 con 12 piezas por lado. Las piezas se mueven y capturan en diagonal hacia adelante, hasta llegar al extremo opuesto del tablero, cuando están coronadas y pueden posteriormente moverse y capturar tanto hacia atrás como hacia adelante.
Como en todas las formas de damas, las damas inglesas las juegan dos oponentes, alternando turnos en lados opuestos del tablero. Las piezas son tradicionalmente negras, rojas o blancas. Las piezas enemigas se capturan saltando sobre ellas.
La variante de borradores 8×8 fue resuelta débilmente en 2007 por un equipo de informáticos canadienses dirigido por Jonathan Schaeffer. Desde la posición inicial estándar, ambos jugadores pueden garantizar un empate con un juego perfecto.

## Reglas

La configuración inicial; El rojo se mueve primero.

### Posición inicial
Cada jugador comienza con 12 piezas en los cuadrados oscuros de las tres filas más cercanas al lado de ese jugador (ver diagrama). La fila más cercana a cada jugador se llama fila de reyes o cabeza de corona. El jugador con las piezas de color más oscuro mueve primero. Luego se vuelve alternativo.

### Movimientos
1. Movimiento simple: un movimiento simple consiste en mover una pieza una casilla en diagonal hasta una casilla oscura adyacente desocupada. Las piezas sin corona sólo pueden moverse en diagonal hacia adelante; Los reyes pueden moverse en cualquier dirección diagonal.
2. Salto: un salto consiste en mover una pieza que está diagonalmente adyacente a la pieza del oponente, a un cuadrado vacío inmediatamente más allá de ella en la misma dirección (así "saltar sobre" la pieza del oponente por delante y por detrás). Las piezas sólo pueden saltar en diagonal hacia adelante; Los reyes pueden saltar en cualquier dirección diagonal. Una pieza saltada se considera "capturada" y eliminada del juego. Cualquier pieza, rey o hombre, puede saltar sobre un rey.

#### Reyes
Si una pieza se mueve a la fila de reyes en el lado del tablero del oponente, es coronado como rey y obtiene la capacidad de moverse tanto hacia adelante como hacia atrás. Si un hombre se mueve a la fila de reyes o si salta a la fila de reyes, el movimiento actual termina; la pieza es coronada como rey pero no puede volver a saltar como en un salto múltiple hasta el siguiente movimiento

### Juego más corto posible
El número de diciembre de 1977 del English Drafts Association Journal publicó una carta de Alan Beckerson de Londres que había descubierto varias partidas completas de veinte movimientos de longitud. Estos fueron los juegos más cortos jamás descubiertos y le valieron a Alan un lugar en el Libro Guinness de los Récords. Ofreció un premio de £100 a cualquiera que pudiera descubrir un juego completo en menos de veinte movimientos. En febrero de 2003, Martin Bryant (autor del programa de draft Colossus) publicó un artículo en su sitio web presentando un análisis exhaustivo que mostraba que existen 247 partidas de veinte movimientos de longitud (y confirmó que ésta es la partida más corta posible) liderando (por transposición) a 32 posiciones finales distintas.

## Variaciones de reglas
- En los torneos de damas inglesas, se prefiere una variación llamada restricción de tres movimientos. Los primeros tres movimientos se extraen al azar de un conjunto de aperturas aceptadas. Se juegan dos juegos con la apertura elegida, teniendo cada jugador un turno en cada lado. Esto tiende a reducir el número de empates y puede hacer que los partidos sean más emocionantes. La restricción de tres movimientos se ha jugado en el campeonato estadounidense desde 1934. Se utilizó una restricción de dos movimientos desde 1900 hasta 1934 en los Estados Unidos y en las islas británicas hasta la década de 1950. Antes de 1900, los campeonatos se jugaban sin restricciones, un estilo se llama Go As You Please (GAYP).
- Una regla que ha caído en desgracia es la regla del resoplido. En esta variación, saltar no es obligatorio, pero si un jugador no realiza un movimiento de salto cuando hay uno disponible (ya sea deliberadamente o por no verlo), el oponente puede declarar que la pieza que podría haber realizado el salto es soplado o resoplado, es decir, retirado del tablero. Después de resoplar la pieza ofensiva, el oponente toma su turno normalmente.[2] Huffing no aparece en las reglas oficiales de la Federación Mundial de Damas, de la cual son miembros la Federación Estadounidense de Damas y la Asociación Inglesa de Damas.[3][4]
- Dos variantes de reglas comunes, no reconocidas por las asociaciones de jugadores, son:

1. La captura con un rey precede a la captura con un hombre. En este caso, cualquier captura disponible se podrá realizar a elección del jugador.
2. Una pieza que ha saltado para convertirse en rey puede, en el mismo turno, continuar capturando otras piezas en un salto múltiple.

## Deporte
El Campeonato Mundial de Damas inglesas data de la década de 1840, siendo varias décadas anterior al Campeonato Mundial de Damas internacionales. Los campeones mundiales destacados incluyen a Marion Tinsley, Michele Borghetti, Andrew Anderson, James Wyllie, Robert Martins, Robert D. Yates, James Ferrie, Alfred Jordan, Newell W. Banks, Robert Stewart, Asa Long, Walter Hellman, Derek Oldbury, Ron King, Alex Moiseyev, Lubabalo Kondlo, Sergio Scarpetta, Patricia Breen y Amangul Durdyyeva. Los campeonatos se llevan a cabo en versiones GAYP (Go As You Please) y 3-Move.